# René Libeer
René Jules Libeer (ur. 28 września 1934 w Roubaix, zm. 13 listopada 2006 tamże) – były francuski bokser kategorii muszej, brązowy medalista letnich igrzysk olimpijskich w Melbourne. W 1957 roku w Pradze na  Mistrzostwach Europy w boksie zdobył brązowy medal. W 1958 roku przeszedł na zawodowstwo. Walczył do 1967 roku. Podczas zawodowej kariery stoczył 39 walk.